# Molophilus penai
Molophilus penai är en tvåvingeart som beskrevs av Alexander 1951. Molophilus penai ingår i släktet Molophilus och familjen småharkrankar. Inga underarter finns listade i Catalogue of Life.